# 미용의학
미용의학(Aesthetic medicine)은 흉터, 피부 이완, 주름, 점, 기미, 과도한 지방, 셀룰라이트, 원치 않는 모발, 피부 변색 및 거미 정맥을 포함한 상태의 치료를 통해 미용적 외관을 변경하는 데 중점을 둔 현대 의학의 한 분야이다. 전통적으로 피부과, 구강악안면외과, 재건외과 및 성형외과, 외과적 시술(지방흡입, 안면거상술, 유방보형물, 고주파절제술), 비수술적 시술(고주파 피부 타이트닝, 비외과적 지방흡입, 화학박피술, 고강도 집속 전자기장, 고주파 지방 제거) 및 이 둘의 조합이다. 미용의학 수술은 일반적으로 선택 과목이다. 미용의학 수술의 오랜 역사는 19세기의 많은 주목할만한 사례로 거슬러 올라가지만 그 이후로 기술이 많이 발전했다.

## 기술 및 수술
- 보툴리눔 독소(보톡스) 삽입
- 필러 (보충재) 삽입
- 셀룰라이트 치료
- 영구 화장
- 상처의 레이저 수술
- 모세혈관확장증에 대한 네오디뮴 야그 레이저
- 유방 확대술
- 지방흡입술